# 1366
Cette page concerne l'année 1366  du calendrier julien. Pour l'année 1366 av. J.-C., voir 1366 av. J.-C.
L'année 1366 est une année commune qui commence un jeudi.

## Événements
- 1er janvier : entrée de Bertrand Du Guesclin à Barcelone[1].
- 8 février : le monastère de Saint-Pons de Cimiez (Nice) passe sous la juridiction de l'abbaye de Saint-Victor de Marseille[2].
- 18 février : promulgation par le Parlement d'Irlande des statuts ségrégationnistes de Kilkenny[3], qui tentent d’enrayer l’assimilation des seigneurs normands : l’usage de l’anglais est obligatoire sous peine de confiscation des terres, excluent les Irlandais du haut clergé délimite la terre anglaise (Pale) à l’est de l’île, et les terres laissés aux Gaëls sur les deux tiers occidentaux.
- 16 mars : prise de Calahorra par Henri de Trastamare aidé par Du Guesclin et le roi d'Aragon. Ils envahissent la Castille[4].
- 28 mars : Pierre le Cruel quitte Burgos pour réorganiser sa défense à Séville[4].
- 5 avril : Henri de Trastamare est couronné roi de Castille à Burgos[4].
- 25 mai : l’archiprêtre Arnaud de Cervole, qui dirige une compagnie de mercenaires, est assassiné par ses lieutenants après avoir ravagé la Champagne et la Lorraine. Il avait été pressenti pour mener une nouvelle croisade en Terre Sainte par le roi Charles V désireux de se débarrasser des routiers[5].
- Mai : le Parlement anglais annule la décision du roi Jean sans Terre de 1213 de se reconnaître vassal de l’Église[6].

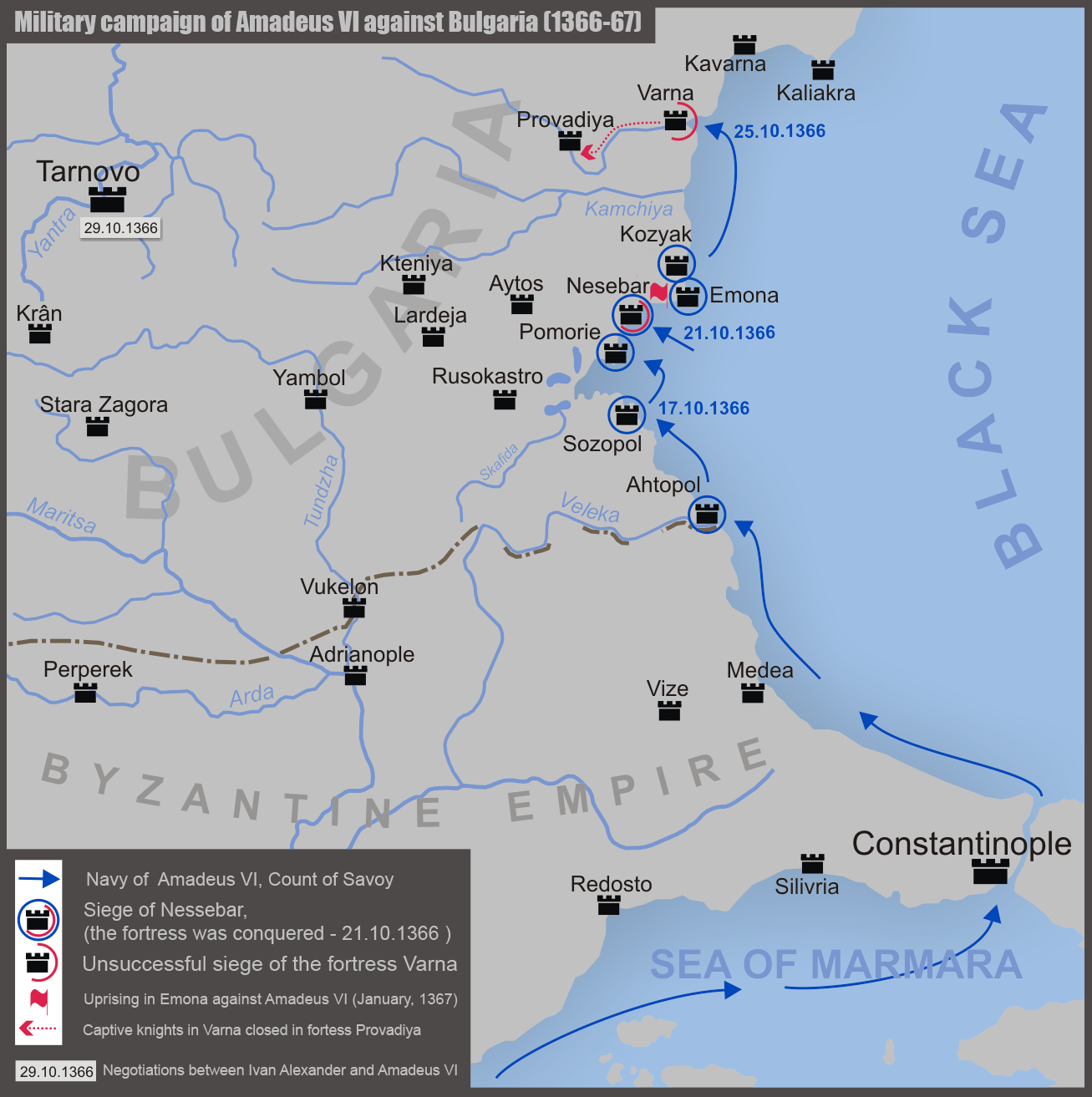
Campagne militaire d'Amédée VI de Savoie en soutien de Constantinople contre la Bulgarie entre 1366 et 1367.

- 11 juin : parti de Chambéry le 8 février, Amédée VI de Savoie arrive à Venise où il prend possession d'une flotte pour mener une campagne militaire en soutien de Constantinople contre la Bulgarie (1366 -1367). Elle prend Gallipoli aux Ottomans le 23 août puis passe en mer Noire pour libérer l'empereur romain d'Orient Jean V Paléologue (23 janvier 1367)[7].

- 13 décembre : hommage simple de Jean IV de Bretagne au roi de France[8].

- Traité de paix entre la Pologne et la Lituanie en guerre depuis 1349. Le roi Casimir III de Pologne victorieux annexe la Volhynie, la Ruthénie et la Galicie. Il cède la Podlachie à la Lituanie[9].
- Épidémies à Constantinople[10].